# Campeonato Mundial de League of Legends 2016
El 2016 League of Legends World Championship (traducido como: Campeonato mundial de League of Legends 2016) fue la sexta edición del torneo mundial del videojuego multijugador de arena de batalla en línea League of Legends. El campeonato fue transmitido a lo largo y ancho del mundo a través de sitios de streaming como Twitch, YouTube y/o Azubu, en más de 12 idiomas, en colaboración con emisoras como Ongamenet, Tencent, y comunidades locales regionales. El dj Zedd compuso para el campeonato el tema oficial - Ignite, e interpretara una versión en vivo de la canción en el Staples Center, antes del encuentro finalista.

## Formato
- Participan 16 equipos.[2]
- El torneo se juega íntegramente en la versión 6.18 del juego, con el campeón Yorick desactivado.[3]

### Fase de grupos
- Los equipos son repartidos en cuatro grupos de cuatro. Los grupos se sortean en un show en vivo.[4]
- Durante la fase de grupos, se enfrentan dos veces los equipos de cada grupo.
- Los dos mejores de cada grupo avanzan a la fase de eliminación.

### Fase de eliminación
- Eliminación simple.
- Los equipos se enfrentan al mejor de cinco partidas.
- Sin partido de tercer/cuarto puesto.
- Se pueden sustituir jugadores entre partidas.[5]

## Participantes[6]
Los equipos participantes se seleccionan sobre la base de las participaciones y resultados que obtienen en sus respectivas ligas regionales.

### China
Clasifican a través de la Tencent League of Legends Pro League y las finales regionales de esta liga.
| Equipo              | Jugadores |
| ------------------- | --- |
| EDward Gaming       | Chen "Mouse" Yu-Hao Tong "Koro1" Yang Ming "Clearlove" Kang Lee "Scout" Ye-Chan Heo "PawN" Won-Seok Kim "Deft" Hyuk-kyu Tian "Meiko" Ye |
| Royal Never Give Up | Hang "Looper" Hyeong-seok Liu "Mlxg" Shi-yu Li "xiaohu" Yuan-Hao Jian "Uzi" Zi-Hao Wang "wuxx" Cheng Cho "Mata" Se-hyoung               |
| I May               | Shek "AmazingJ" Wai Ho Fan "Avoidless" Jun Wei Kang "Athena" Ha-woon Kang "BaeMe" Yang-hyun Xie "JinJiao" Jin-Shan Yun "Road" han-gil   |

### Europa
Calsifican a través de la League of Legends Championship Series: Europe.
| Equipo     | Jugadores |
| ---------- | --- |
| G2 Esports | Ki "Expect" Dae-han Kim "Trick" Gang-yun Luca "PerkZ" Perkovič Jesper "Zven" Svenningsen Alfonso "Mithy" Aguirre Rodríguez Petar "Unlimited" Gorgiev        |
| H2K-gaming | Andrei "Odoamne" Pascu Marcin "Jankos" Jankowski Ryu "Ryu" Sang-ook Konstantinos "FORG1VEN" Tzortziou-Napoleon Aleš "Freeze" Kněžínek Oskar "VandeR" Bogdan |
| Splyce     | Martin "Wunder" Hansen Jonas "Trashy" Andersen Jesper "GRIPEX" Terkildsen Chres "Sencux" Larsen Kasper "Kobbe" Kobberup Mihael "Mikyx" Mehle                |

### América del Norte
Las calificaciones se definen a través de los resultados de la League of Legends Championship Series: North America.
| Equipo               | Jugadores |
| -------------------- | --- |
| Team SoloMid         | Kevin "Hauntzer" Yarnell Dennis "Svenskeren" Johannsen Søren "Bjergsen" Bjerg Andy "Reginald" Dinh Yiliang "Doublelift" Peng Vincent "Biofrost" Wang |
| Counter Logic Gaming | Darshan "Darshan" Upadhyaya Jake "Xmithie" Puchero Choi "HuHi" Jae-hyun Trevor "Stixxay" Hayes Orlando "YoOna" Flota Zaqueri "aphromoo" Black        |
| Cloud 9              | Jung "Impact" Eong-Yong William "Meteos" Hartman Thomas "Thinkcard" Slotkin Nicolaj "Jensen" Jensen Zachary "Sneaky" Scuderi Andy "Smoothie" Ta      |

### Taiwán, Hong Kong y Macao
Los dos equipos provienen de la League of Legends Master Series.
| Equipo           | Jugadores |
| ---------------- | --- |
| Flash Wolves     | Yu "MMD" Li-Hung Chou "Steak" Lu-Hsi Hung "Karsa" Hau-Hsuan Huang "Maple" Yi-tang Hsiung "NL" Wen-an Hu "SwordArt" Shuo-jie  |
| Ahq Esports Club | Chen "Ziv" Yi Xue "Mountain" Zhaon-hong Liu "westdoor" Shu-wei Wong "Chawy" Xing-lei Chou "AN" Chun-an Kang "Albis" Chia-wei |

### Corea
Los equipos coreanos califican dependiendo de sus resultados en el torneo local, League of Legends Champions Korea organizado por OnGameNet.
| Equipo                       | Jugadores |
| ---------------------------- | --- |
| ROX Tigers                   | Song "Smeb" Kyung-ho Han "Peanut" Wang-ho Lee "kurO" Seo-haengo Hae "Cry" Sung-min Kim "PraY" Jong-in Kang "GorillA" Beom-hyeon   |
| SK Telecom T1                | Lee "Duke" Ho-seong Bae "bengi" Seong-woong Kang "Blank" Sun-gu Lee "Faker" Sang-hyeok Bae "Bang" Jun-sik Lee "Wolf" Jae-wan      |
| Samsung Galaxy Pro Game Team | Lee "CuVee" Seong-jin Kang "Ambition" Chan-yong Lee "Crown" Min-ho Park "Ruler" Jae-hyuk Kwon "Wraith" Ji-min Jo "CoreJJ" Yong-in |

### Regiones Menores
Los ganadores de cada una de las regiones menores (CIS, Japón, Latinoamérica, Brasil y Turquía) juegan un campeonato conocido como International Wildcard Qualifier, en el cual se definen los dos equipos que van a ir al mundial. Los ganadores de este año fueron INTZ e-sports, de la región brasilera y Albus NoX Luna provenientes de la Comunidad de Estados Independientes.
| Equipo         | Jugadores |
| -------------- | --- |
| INTZ e-sports  | Felipe "Yang" Zhao Gabriel "Revolta" Henud Gabriel "tockers" Claumann Micael "MicaO" Rodrigues Caique "cake1" Henriques Luan "Jockster" Cardoso                       |
| Albus NoX Luna | Dmitri "Smurf" Ivanov Aleksander "PvPStejos" Glazkov Mykhailo "Kira" Harmash Vladislav "aMiracle" Scherbyna Alexander "unho1y" Sevastyanov Kirill "Likkrit" Malofeyev |

## Escenarios
Cuatro escenarios en cuatro ciudades diferentes fueron seleccionados para el torneo.
| San Francisco, California     | Chicago, Illinois | Nueva York, Nueva York | Los Ángeles, California |
| ----------------------------- | ----------------- | ---------------------- | ----------------------- |
| Bill Graham Civic Auditorium  | Chicago Theatre   | Madison Square Garden  | Staples Center          |
| 29 de septiembre-9 de octubre | 13-16 de octubre  | 21-22 de octubre       | 29 de octubre           |
| Capacidad: 7000               | Capacidad: 3800   | Capacidad: 18 200      | Capacidad: 18 188       |
|                               |                   |                        |                         |

## Resultados

### Fase de grupos[11]
La fase de grupos se jugó en el Bill Graham Civic Auditorium, en San Francisco, Estados Unidos. Los dos mejores equipos de cada grupo avanzaron a los cuartos de final.

Grupo A
| Posición | Equipo               | Victorias-Derrotas |
| -------- | -------------------- | ------------------ |
| 1        | ROX Tigers           | 5-2                |
| 2        | Albus NoX Luna       | 4-3                |
| 3        | Counter Logic Gaming | 3-3                |
| 4        | G2 Esports           | 1-5                |

Resultado del partido de desempate:
| ROX Tigers | 1 | 0 | Albus NoX Luna |

Grupo B
| Posición | Equipo        | Victorias-Derrotas |
| -------- | ------------- | ------------------ |
| 1        | SK Telecom T1 | 5-1                |
| 2        | Cloud 9       | 3-3                |
| 3        | I May         | 2-4                |
| 4        | Flash Wolves  | 2-4                |

Grupo C
| Posición | Equipo            | Victorias-Derrotas |
| -------- | ----------------- | ------------------ |
| 1        | H2k-Gaming        | 5-2                |
| 2        | EDward Gaming     | 4-3                |
| 3        | AHQ E-sports Club | 3-3                |
| 4        | INTZ e-sports     | 1-5                |

Resultado del partido de desempate:
| H2k-Gaming | 1 | 0 | EDward Gaming |

Grupo D
| Posición | Equipo                  | Victorias-Derrotas |
| -------- | ----------------------- | ------------------ |
| 1        | Samsung Galaxy Pro Team | 5-1                |
| 2        | Royal Never Give Up     | 3-3                |
| 3        | Team SoloMid            | 3-3                |
| 4        | Splyce                  | 1-5                |

- Royal Never Give Up califica al haber ganado 2 de sus 3 juegos ganados a Team SoloMid.

### Fase de eliminación
Los cuartos de final fueron sorteados en vivo, al finalizar el último partido de la fase de grupos.
|  | Cuartos de final        | Cuartos de final |                         |                         | Semifinales | Semifinales |  |               | Final | Final |  |
|  |                         |                  |                         |                         |             |             |  |               |       |       |  |
|  |                         |                  |                         |                         |             |             |  |               |       |       |  |
|  | SK Telecom T1           | 3                |                         |                         |             |             |  |               |       |       |  |
|  | SK Telecom T1           | 3                |                         |                         |             |             |  |               |       |       |  |
|  | Royal Never Give Up     | 1                |                         |                         |             |             |  |               |       |       |  |
|  | Royal Never Give Up     | 1                |                         | SK Telecom T1           | 3           |             |  |               |       |       |  |
|  |                         |                  |                         | SK Telecom T1           | 3           |             |  |               |       |       |  |
|  |                         |                  | ROX Tigers              | 2                       |             |             |  |               |       |       |  |
|  | ROX Tigers              | 3                | ROX Tigers              | 2                       |             |             |  |               |       |       |  |
|  | ROX Tigers              | 3                |                         |                         |             |             |  |               |       |       |  |
|  | EDward Gaming           | 1                |                         |                         |             |             |  |               |       |       |  |
|  | EDward Gaming           | 1                |                         |                         |             |             |  | SK Telecom T1 | 3     |       |  |
|  |                         |                  |                         |                         |             |             |  | SK Telecom T1 | 3     |       |  |
|  |                         |                  | Samsung Galaxy Pro Team | 2                       |             |             |  |               |       |       |  |
|  | Samsung Galaxy Pro Team | 3                | Samsung Galaxy Pro Team | 2                       |             |             |  |               |       |       |  |
|  | Samsung Galaxy Pro Team | 3                |                         |                         |             |             |  |               |       |       |  |
|  | Cloud9                  | 0                |                         |                         |             |             |  |               |       |       |  |
|  | Cloud9                  | 0                |                         | Samsung Galaxy Pro Team | 3           |             |  |               |       |       |  |
|  |                         |                  |                         | Samsung Galaxy Pro Team | 3           |             |  |               |       |       |  |
|  |                         |                  | H2k-Gaming              | 0                       |             |             |  |               |       |       |  |
|  | H2k-Gaming              | 3                | H2k-Gaming              | 0                       |             |             |  |               |       |       |  |
|  | H2k-Gaming              | 3                |                         |                         |             |             |  |               |       |       |  |
|  | Albus NoX Luna          | 0                |                         |                         |             |             |  |               |       |       |  |
|  | Albus NoX Luna          | 0                |                         |                         |             |             |  |               |       |       |  |
|  |                         |                  |                         |                         |             |             |  |               |       |       |  |

### Cuartos de final
Los cuartos de final comenzaron el 13 de octubre, y finalizaron el 16 de octubre. Cuatro equipos fueron eliminados, y los cuatro ganadores avanzaran a las semifinales.
| Samsung Galaxy Pro Team                       | 3 | 0 | Cloud 9                                             |
| CuVee, Ambition, Crown, Ruler, Wraith, CoreJJ |   |   | Impact, Meteos, Thinkcard, Jensen, Sneaky, Smoothie |

| SK Telecom T1                         | 3 | 1 | Royal Never Give Up                   |
| Duke, Blank, Bengi, Faker, Bang, Wolf |   |   | Looper, MLXG, Xiaohu, Uzi, Wuxx, Mata |

| ROX Tigers                             | 3 | 1 | EDward Gaming                                     |
| Smeb, Peanut, KurO, CrY, PraY, GorillA |   |   | Koro1, Mouse, Clearlove, Scout, PawN, Deft, Meiko |

| H2k-Gaming                                     | 3 | 0 | Albus NoX Luna                                    |
| Odoamne, Jankos, Ryu, FORG1VEN, Freeze, Vander |   |   | Smurf, PvPStejos, Kira, aMiracle, Unho1y, Likkrit |

### Semifinales
Los partidos correspondientes a las semifinales se jugaron el 21 y el 22 de octubre.
| SK Telecom T1                         | 3 | 2 | ROX Tigers                             |
| Duke, Blank, Bengi, Faker, Bang, Wolf |   |   | Smeb, Peanut, KurO, crY, PraY, GorillA |

| Samsung Galaxy Pro Team                       | 3 | 0 | H2k-Gaming                                      |
| CuVee, Ambition, Crown, Ruler, Wraith, CoreJJ |   |   | Odoamne, Jankos, Ryu, FORG1VEN, Freeze, 'VandeR |

### Finales
La gran final se jugó el 29 de octubre, en el Staples Center de Los Ángeles. SK Telecom T1 se coronó campeón del mundo por tercera vez.
| SK Telecom T1                         | 3 | 2 | Sasmsung Galaxy Pro Team                      |
| Duke, Blank, Bengi, Faker, Bang, Wolf |   |   | CuVee, Ambition, Crown, Ruler, Wraith, CoreJJ |

## Premios

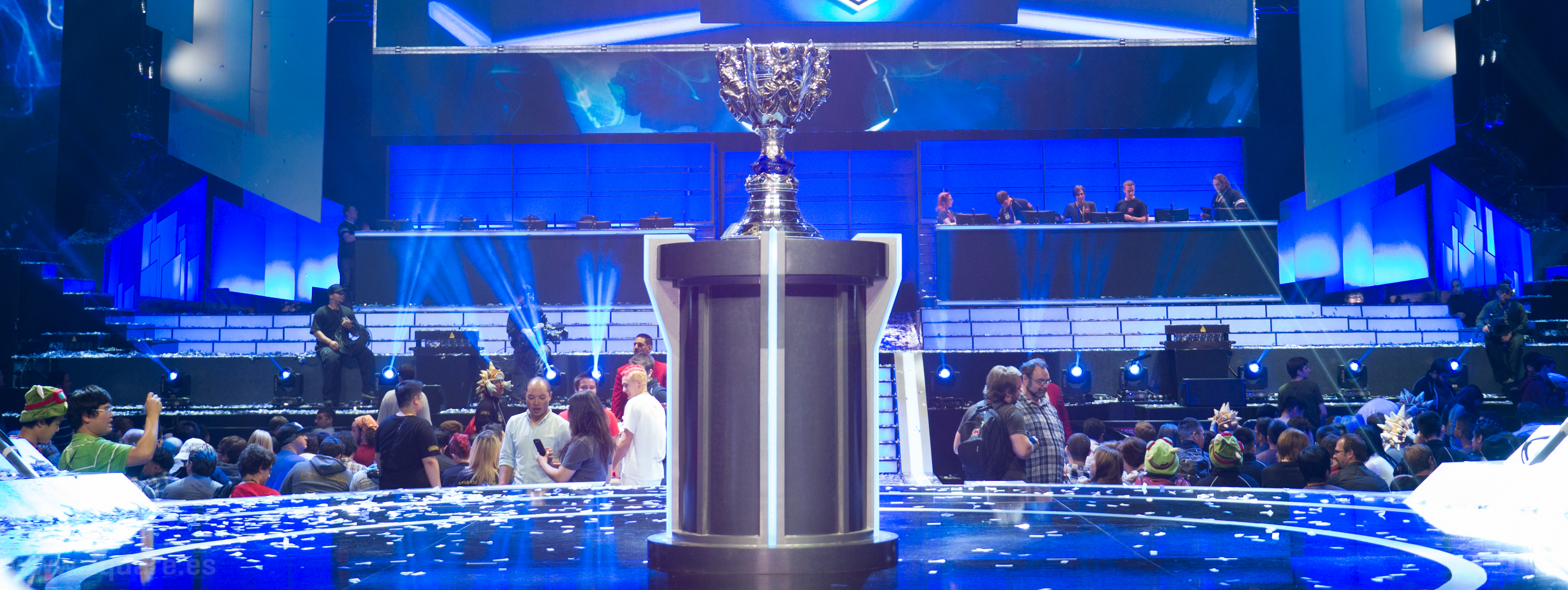
Imagen del trofeo, relevante.

Un total de U$D 2.130.000 serán repartidos en premios a los equipos. El ganador de la Final recibirá, además, los anillos de campeón y el honor de levantar la Copa del Invocador. Se anunció también que una parte de la compra de los aspectos de campeonato, adquiribles dentro del juego, servirán para incrementar la cantidad de dinero entregado a los equipos.

## Cuadro final
| Lugar     | Equipo         | Jugadores                                                                | Jugadores | Premio     |
| Lugar     | Equipo         | ID                                                                       | Nombre | Premio     |
| --------- | -------------- | ------------------------------------------------------------------------ | --- | ---------- |
| 1.º       | SK Telecom T1  | Duke Bengi Faker Bang Wolf kkOma (Entrenador) Blank (Suplente)           | Lee Ho-seong Bae Seong-woong Lee Sang-hyeok Bae Jun-sik Lee Jae-wan Kim Jeong-gyun Kang Sun-gu                     | $2.680.000 |
| 2.º       | Samsung Galaxy | CuVee Ambition Crown Ruler CoreJJ Edgar (Entrenador) Wraith (Suplente)   | Lee Sung-jin Kang Chan-yong Lee Min-ho Park Jae-hyeok Jo Yon-gin Choi Woo-bum Kwon Ji-min                          | $1.005.000 |
| 3.º - 4.º | H2k-Gaming     | Odoamne Jankos Ryu FORG1VEN Vander Pr0lly (Entrenador) Freeze (Suplente) | Andrei Pascu Marcin Jankowski Yoo Sang-wook Konstantinos-Napoleon Tzortziou Oskar Bogdan Neil Hammad Aleš Kněžínek | $502.500   |
| 3.º - 4.º | ROX Tigers     | Smeb Peanut Kuro PraY GorillA NoFe (Entrenador) Cry (Suplente)           | Song Kyung-ho Han Wang-ho Lee Seo-haeng Kim Jong-in Kang Beom-hyeon Jeong No-chul Hae Seong-min                    | $502.500   |

## Controversia

### Comportamiento tóxico de Road
El 21 de septiembre, el midlaner de G2 Esports, Luca "PerkZ" Perkovic, publicó en su cuenta de Twitter que el soporte de I May, Yoon "Road" Han-gil, tuvo un comportamiento indeseado en una partida en el servidor coreano, muriendo intencionalmente y no cumpliendo con su rol dentro del juego.
Posteriormente, Henrik "Froggen" Hansen, un jugador de la liga profesional norteamericana también lo expuso vía Twitter, mostrando una captura de pantalla en la cual Road le decía repetidas veces "go die" (en español, "ve a morir").
El 8 de octubre, mientras se estaba jugando la segunda semana de la fase de grupos, el organizador, Riot Games anuncia a través de la web oficial de LoL Esports que el soporte del equipo chino I May, "Road" será suspendido por un juego y tendrá que pagar una multa de U$D 2.000, ya que, se encontró en sus registros de juego lenguaje ofensivo y abusivo hacia sus compañeros de las partidas clasificatorias, tanto en el servidor coreano, como en el norteamericano. Road se disculpó vía Facebook por su comportamiento.

### Problemas familiares
El miércoles 12 de octubre, el sitio oficial de Weibo del equipo chino EDward Gaming anunció que su toplaner, Yu Hao "Mouse" Chen, abandonara la concentración mundial debido al fallecimiento de un familiar.
Al ser una situación imprevista, y de acuerdo con las reglas, Riot Games anunció más tarde a través de LoL Esports que EDward Gaming va a utilizar su jugador suplente de emergencia, Yang "Koro1" Tong.